# فردیناند کلر (بازیکن فوتبال)
فردیناند کلر (انگلیسی: Ferdinand Keller؛ ۳۰ ژوئیهٔ ۱۹۴۶ – ۱۱ دسامبر ۲۰۲۳) بازیکن فوتبال اهل آلمان بود.
از باشگاه‌هایی که وی در آنها بازی کرده‌است، می‌توان به باشگاه فوتبال هامبورگ، باشگاه فوتبال مونیخ ۱۸۶۰، و باشگاه فوتبال هانوفر ۹۶ اشاره کرد.
وی همچنین در تیم ملی فوتبال آلمان بازی کرده‌است.